# Províncias da Argélia
A Argélia está atualmente dividida em 48 províncias (vilaietes). A divisão administrativa do território tem sido modificada ao longo do tempo desde a independência do país. Os vilaietes (wilayas) estão subdivididos em 160 dayrat (subprefeituras) e estas em 1.541 comunas. Possui também uma Região Especial, a Cabília.

## Divisão administrativa atual
Desde 1983, as províncias (vilaietes) argelinas são:

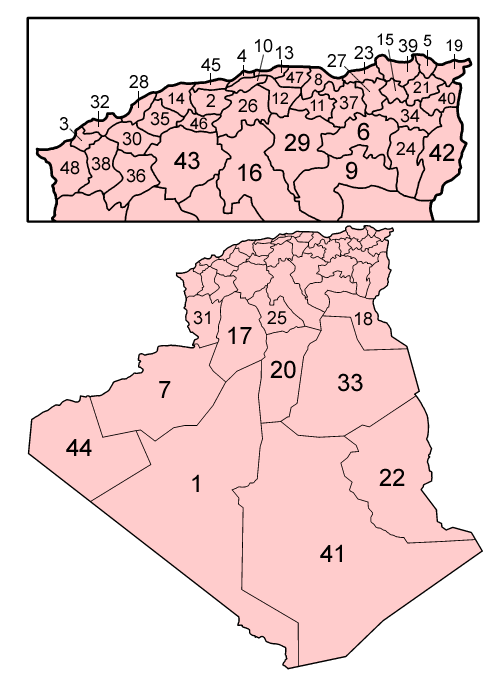
Províncias da Argélia (desde 1983)

1. Adrar
2. Ain Defla
3. Ain Temouchent
4. Argel
5. Annaba
6. Batna
7. Bechar
8. Bugia
9. Biskra (província)
10. Blida (província)
11. Bordj Bou Arreridj (província)
12. Bouira (província)
13. Boumerdès (província)
14. Chlef
15. Constantina
16. Djelfa
17. El Bayadh
18. El Oued
19. El Tarf
20. Ghardaia
21. Guelma
22. Illizi
23. Jijel
24. Khenchela
25. Laghouat
26. Mascara
27. Medea
28. Mila
29. Mostaganem
30. M'Sila
31. Naâma
32. Orã
33. Ouargla
34. Oum el Bouaghi
35. Relizane
36. Saida
37. Setif
38. Sidi Bel Abbès
39. Skikda (província)
40. Souk Ahras (província)
41. Tamanghasset (província)
42. Tébessa
43. Tiaret (província)
44. Tindouf (província)
45. Tipasa (província)
46. Tissemsilt
47. Tizi Ouzou (província)
48. Tremecém (província)

## Divisões administrativas anteriores

### 1954-1962
Durante a guerra de indepedência, a FLN organizou o território argelino em seis vilaietes:
1. Aurès
2. Constantina
3. Cabília
4. Argel
5. Oran
6. Saara

### 1962-1974

Departamentos da Argélia (1962-1974)

Imediatamente após a independência da Argélia, optou-se por retomar a divisão em quinze départements, vigente na época da colonização francesa, transformando a maior parte deles em vilaietes (províncias) em 1968, com algumas alterações nos seus nomes:
- 9A-Argel
- 9C-Annaba (antes denominada Bône)
- 9B-Batna
- 9D-Constantina
- 9H-Orléansville (depois El Asnam; atualmente, Chlef)
- 8A-El Wahat (atualmente Ouargla; anteriormente, Oasis)
- 9E-Médéa
- 9F-Mostaganem
- 9G-Oran
- 9R-Saïda
- 8B-Saoura (atualmente, Béchar)
- 9J-Sétif
- 9K-Tiaret
- 9L-Tizi Ouzou
- 9M-Tremecém

### 1974-1983
Os 15 vilaietes foram reorganizadas e passaram a ser 31:

Províncias da Argélia (1974-1983)

1. Adrar
2. Algiers
3. Annaba
4. Batna
5. Béchar
6. Bugia
7. Biskra
8. Blida
9. Bouira
10. Constantina
11. Djelfa
12. El Asnam
13. Guelma
14. Jijel
15. Laghouat
16. Mascara
17. Medea
18. Mostaganem
19. M'Sila
20. Oran
21. Ouargla
22. Oum el Bouaghi
23. Saida
24. Setif
25. Sidi Bel Abbès
26. Skikda
27. Tamanghasset
28. Tébessa
29. Tiaret
30. Tizi Ouzou
31. Tremecém